# University of Washington Press
University of Washington Press est une maison d'édition universitaire américaine.
Le siège de l'université de Washington et de ses Presses est situé à Seattle, dans l'État de Washington.